# Den bergtagna (drama)
Den bergtagna är både ett dramautkast och ett novellutkast av Victoria Benedictsson från 1888 som hittades efter författarens död samma år. Den bearbetade texten gavs ut två år senare av Axel Lundegård. Dramat handlar om hur en kvinna förtrycks i den fria kärlekens namn. Eftersom huvudpersonen Louise Strandberg dör genom självmord efter en traumatisk affär med den kvinnotjusande skulptören Gustave Alland anses Benedictssons drama till stor del vara biografisk. Pjäsen hade premiär 1910 på Svenska teatern i Finland.

## Handling
Pjäsen börjar en solig majdag i en ateljé i Paris där Louise, 32 år, bor tillfälligt. Hon är sjuk och några av hennes konstnärsvänner är där och pysslar om henne. När skulptören Gustave Alland kommer på besök lämnas Louise ensam med honom. Då utspinner sig ett samtal mellan dem där han både uppvaktar henne och öppet deklarerar sin syn på den fria kärleken där han påstår att den äkta kärleken blommar för att sedan vissna ner. Enligt hans övertygelse klarar inte kvinnor detta då de behöver trygghet. Louise försöker försvara sig mot hans inflytande.
Nästa akt utspelar sig en månad senare i samma ateljé där Louise nu bor kvar bara för att kunna träffa Gustave Alland. Han har inte varit där på flera dagar vilket hon upplever som en hel evighet. När han äntligen kommer vägrar han ge några löften och berättar om en mycket vacker kvinna som sitter modell för honom. Hon blir sårad och han anklagar henne för att inte kunna ge sig hän, för att vara småaktig och misstänksam. Hon gråter och kan inte längre försvara sig. När han gått försöker hennes väninna varna henne för Alland och berättar att hon själv haft ett olyckligt förhållande med honom. Louise förstår att hon själv blivit förtrollad av honom och inser att hon måste resa hem. Efter ytterligare ett möte på tu man hand med honom faller hon ihop.
Tredje akten utspelar sig i Louises hem i en svensk småstad. Det är hennes födelsedag och det regnar. Hon känner sig helt främmande där och längtar tillbaka till Paris. Där finns ingenting hon kan glädjas över, varken att bli uppvaktad av barndomsvänner eller av en gammal trogen kavaljer som nu friar än en gång. Först när hon får brev från Paris lyser hon upp.
Sista akten utspelar sig ett år senare i ateljén i Paris, nu inredd med nya möbler, mattor och en skulptur av Alland. Louise har helt gett sig hän åt honom, han är hennes bergakung som förtrollat henne. När han nu kommer på besök är det emellertid för att säga det han tidigare varnat henne för – han vill vidare, kärleken har börjat vissna och deras förhållande måste upphöra. Hon accepterar hans besked. När hon senare kommer hem efter att ha fått se hans nya skulpturgrupp är hon dock alldeles förkrossad. En av gestalterna i gruppen bär nämligen hennes drag. Det är en liggande, död kvinna. Hon är inte arg men fullständigt tillintetgjord inför hans genialitet som konstnär och tror helt på den bild han skapat av henne; hon är den svaga förloraren. Några vänner kommer dit för att hjälpa och trösta henne. Hon stänger dock in sig i sitt rum och förbjuder dem att störa henne. När Alland också kommer visar det sig att hon tagit sig ut bakvägen. Snart får de veta att hon har dränkt sig i floden. Dramat slutar med att de bär in hennes kropp på bår.

## Utgivning
I samband med sin död testamenterade Benedictsson sina efterlämnade skrifter, inklusive Den bergtagna, till vännen och författarkollegan Axel Lundegård. Novellutkastet till dramat utgavs postumt i bearbetat skick i Lundegårds Samlade skrifter VII 1920, medan det påbörjade dramat avslutades av Lundegård själv och gavs ut 1890 med titeln Den bergtagna – en kärlekens tragedi, signerat av både han själv och Ernst Ahlgren (Benedictssons pseudonym). En andra omarbetad version utkom 1908.
Först hundra år senare, 2008, utkom en volym på Atrium Förlag som gjorde anspråk på att återge Benedictssons originalmanuskript.

## Adaptationer
Pjäsen hade premiär 1910 på Svenska teatern i Finland. Den adapterades sedan film 1965 regisserad av Lars Löfgren med Gunnel Broström i huvudkaraktär. Pjäsen spelades sedan i en nyskriven version av Clare Bayley och regisserad av Paul Miller med namnet The Enchantment på Londons National Theatre 2007 och fick mycket god kritik. Den 13 maj 2008 framfördes den för första gången med Benedictssons eget dramautkast som grund. Världspremiären ägde rum i form av en läsning på Dramaten med Reine Brynolfsson och Stina Ekblad i huvudrollerna. Samma år framfördes den på Stringbergs intima teater och vann 2009 års teaterbiennal i Borås.